# Catching Rays On Giant
Catching Rays On Giant är ett studioalbum av den tyska synthpopgruppen Alphaville, släppt 19 november 2010.

## Låtlista
| Nr  | Titel                                        | Längd |
| --- | -------------------------------------------- | ----- |
| 1.  | Song For No One                              | 3:32  |
| 2.  | I Die For You Today                          | 3:47  |
| 3.  | End Of The World                             | 3:59  |
| 4.  | The Things I Didn't Do                       | 4:40  |
| 5.  | Heaven On Earth (The Things We've Got To Do) | 4:45  |
| 6.  | The Deep                                     | 4:23  |
| 7.  | Call Me                                      | 3:47  |
| 8.  | Gravitation Breakdown                        | 4:15  |
| 9.  | Carry Your Flag                              | 4:53  |
| 10. | Call Me Down                                 | 4:31  |
| 11. | Phantoms                                     | 3:39  |
| 12. | Miracle Healing                              | 5:04  |

| 13. | I Die for You Today (Original Demo Version) | 3:34 |
| 14. | Call Me (Original Demo Version)             | 3:29 |
| 15. | Fallen Angel (Orchestral Demo Version)      | 3:35 |
| 16. | Forever Young (Factory Mix)                 | 4:20 |